# The Master of the Garden

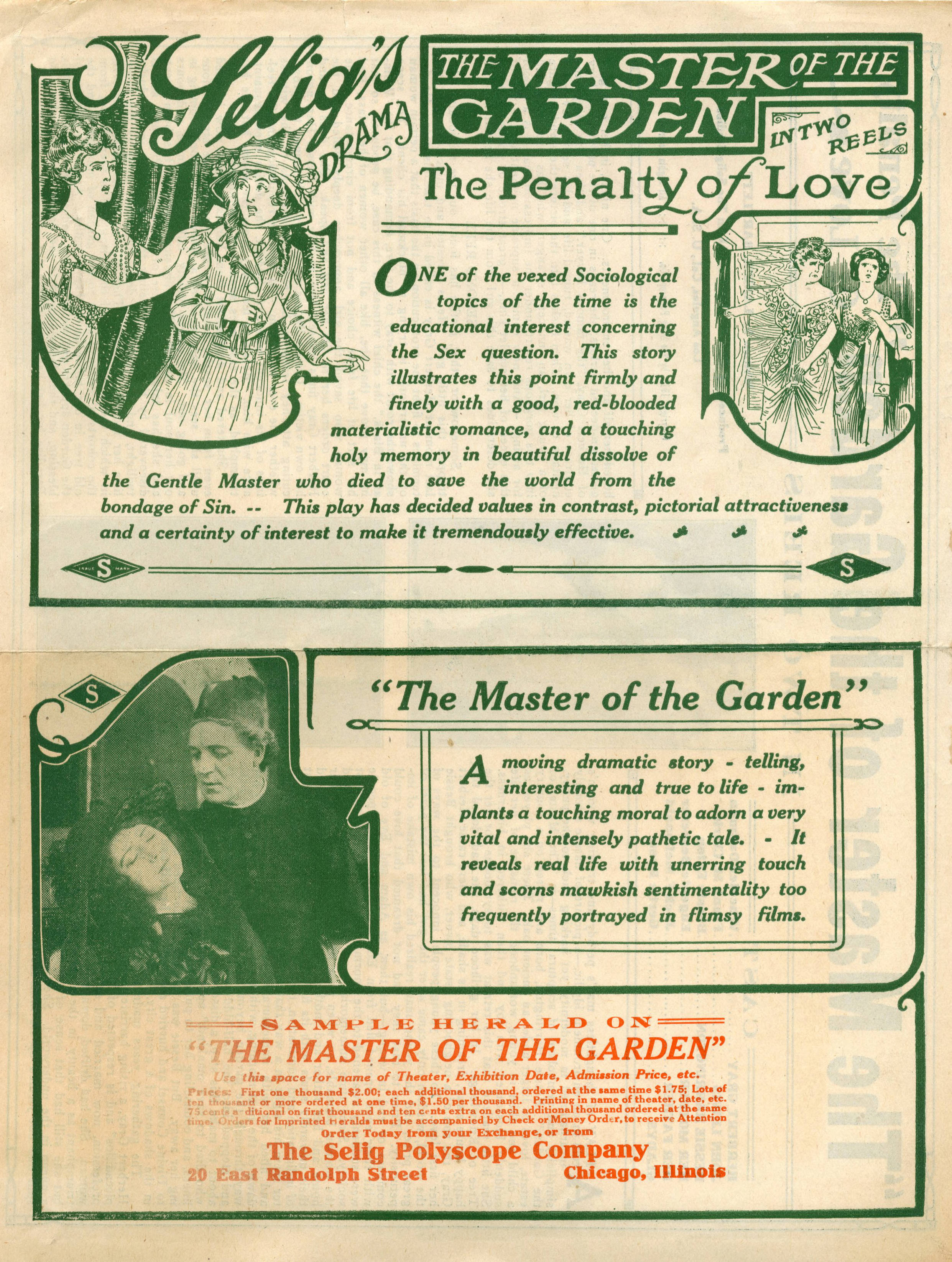
Prospectus pour la sortie de The Master of the Garden.

The Master of the Garden est un film muet américain réalisé par Colin Campbell et sorti en 1913.

## Fiche technique
- Réalisation : Colin Campbell
- Scénario : Lanier Bartlett, d'après son histoire
- Date de sortie : États-Unis : 8 décembre 1913

## Distribution
- Eugenie Besserer
- Frank Clark
- Bessie Eyton
- Jack McDonald
- Wheeler Oakman
- Gertrude Ryan